# فرودگاه دره اکسپلویتس
فرودگاه دره اکسپلویتس (به انگلیسی: Exploits Valley (Botwood) Airport) یک فرودگاه همگانی است که یک باند فرود آسفالت دارد و طول باند آن ۱۱۹۸ متر است. این فرودگاه در کشور کانادا قرار دارد و در ارتفاع ۱۱۱ متری از سطح دریا واقع شده است.